# Fezzan

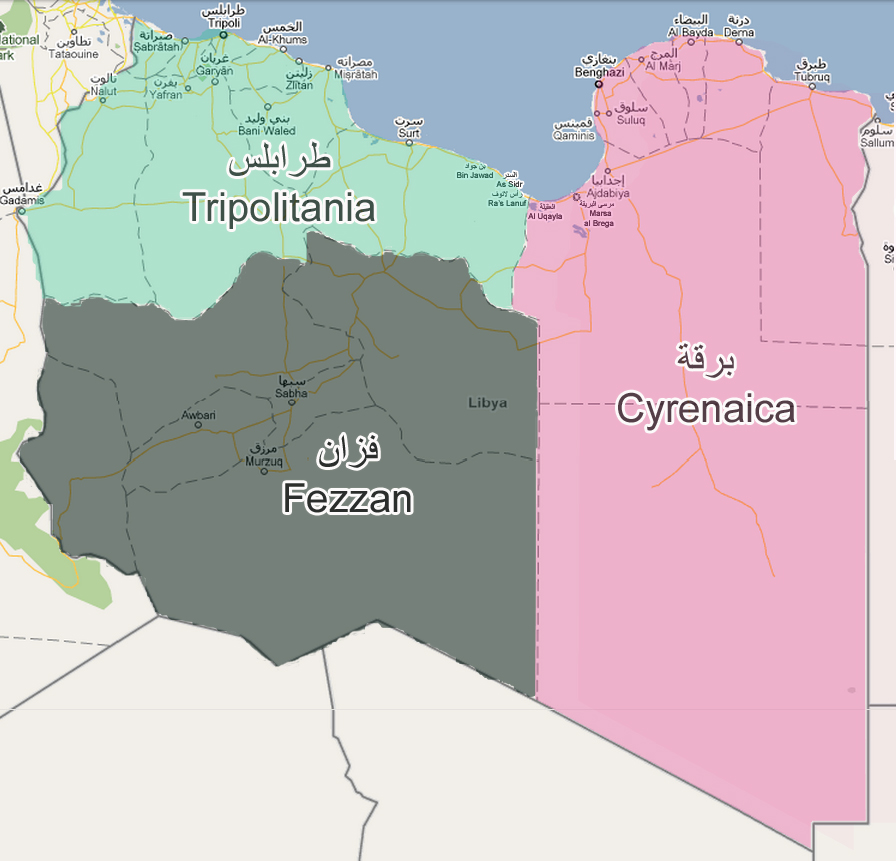
De drie grote regio's van Libië

Vlag van Fezzan

Fezzan is de zuidwestelijke regio van Libië. Het is een droog woestijngebied met oases en wadi's. Fezzan wordt van Tripolitanië in het noorden gescheiden door het kalksteenplateau Hamada el Homra, heeft in het zuidoosten een stuk van het Tibestigebergte. 

## Geschiedenis

Phazania ten zuiden van Africa Proconsularis in 117 n.Chr.

In de oudheid stond het gebied bekend onder de Latijnse naam Phazania of Phasania. Dit zou "fazantenland" kunnen betekenen, of iets te maken kunnen hebben met Put of Phut, de Hebreeuwse naam voor Libië. De Romeinen hebben het nooit bezet.
Aan het einde van de 13e eeuw viel Fezzan onder de invloed van het islamitische Kanem-Bornu-rijk, dat zijn kern aan het Tsjaadmeer had. In de 17e eeuw veroverde het Ottomaanse Rijk Fezzan, en hield het tot 1911 als een gouvernement. In dat jaar begon de Italiaanse kolonisering, maar deze werd, vooral voor het dunbevolkte binnenland, pas tijdens de fascistische jaren '20 voltooid. 
Tijdens de Tweede Wereldoorlog veroverden Franse geallieerde troepen Fezzan op de Asmogendheden. In 1950 werd het door de Verenigde Naties als Frans mandaatgebied aangewezen. 
Op 24 december 1951 werd Fezzan verenigd met Tripolitanië en Cyrenaica tot het onafhankelijke Koninkrijk Libië. Tot 1987 was het met Tripolitania en Cyrenaica een administratieve regio in Libië.
Tijdens de Opstand in Libië in 2011 werd in Fezzan sporadisch gevochten; de bevolking bleef kolonel Moammar al-Qadhafi vrij lang trouw, tot troepen van de Nationale Overgangsraad vanuit Cyrenaica en Tripolitanië het gebied ten slotte in september veroverden. 

## Bevolking

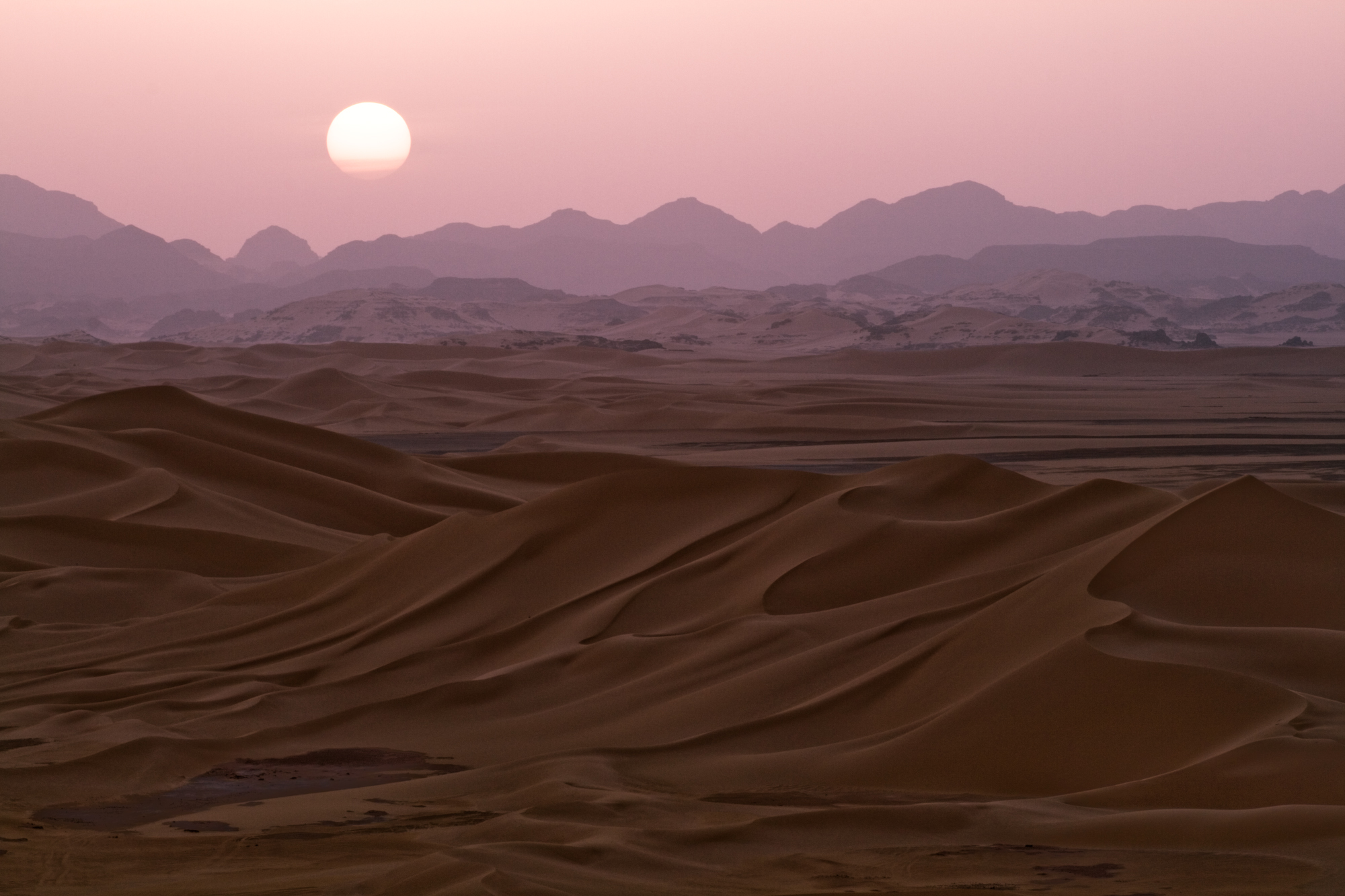
Zandduinen van Wan Caza in Fezzan

In het gebied wonen ongeveer 450.000 mensen. De Toeareg en de Toeboe zijn de belangrijkste bevolkingsgroepen. In het noorden wonen ook Arabieren en Berbers. Sabha is met ruim 126.000 inwoners de belangrijkste stad in de regio, en was tot 1963 de hoofdstad van Fezzan. In het noorden ligt het vulkaanveld Haruj.